# ذوق مصبح
ذوق مصبح هي قرية لبنانية من قرى قضاء كسروان في محافظة جبل لبنان.